# S.C.I.E.N.C.E.
S.C.I.E.N.C.E. är ett album av bandet Incubus som släpptes den 9 september 1997.

## Låtlista
1. "Redefine" – 3:19
2. "Vitamin" – 3:13
3. "New Skin" – 3:51
4. "Idiot Box" – 4:07
5. "Glass" – 3:37
6. "Magic Medicine" – 3:03
7. "A Certain Shade of Green" – 3:11
8. "Favorite Things" – 3:11
9. "Summer Romance (Anti-Gravity Love Song)" – 4:26
10. "Nebula" – 3:50
11. "Deep Inside" – 3:55
12. "Calgone" – 16:03 
  - Innehåller det dolda spåret "Segue 1", även kallat "Jose Loves Kate Moss, Part 1".